# اندرو بووی
اندرو اس. بووی (زاده ۱۹۵۲) استاد فلسفه و زبان آلمانی در رویال هالووی، دانشگاه لندن و مدیر موسس مرکز تحقیقات علوم انسانی و هنر (HARC) است.
اندرو در حوزه ترویج درک بهتر از فلسفه آلمانی در فلسفه تحلیلی انگلیسی‌زبان‌ها فعالیت نمود. از تلاش‌های او می‌توان به فعالیت بر روی آثار یوهان گئورگ هامان، یوهان گوتفرید فون هردر، ایمانوئل کانت، یوهان گوتلیب فیشته، گئورگ ویلهلم فریدریش هگل، نووالیس، فریدریش ویلهلم یوزف شلینگ، کارل ویلهلم فریدریش شلگل، کارل هاینریش مارکس، فریدریش نیچه، والتر بندیکس شونفلیس بنیامین، مارتین هایدگر، هانس-گئورگ گادامر، تئودور آدورنو، یورگن هابرماس، آلبرشت ولمر و مانفرد فرانک نام برد.
اندرو تحقیقات مقطع دکترای خود را در سال ۱۹۸۰ زیر نظری اساتیدی چون نویسنده و محقق مشهور آلمانی سیبالد با موضوع «تاریخ و رمان» در دانشگاه ایست آنگلیا پشت سر گذاشت. پس از آن در دانشگاه آزاد برلین در رشته فلسفه آلمان به تحصیل پرداخته و همراه با آن تدریس را نیز آغاز نمود. او تا سال ۱۹۹۹ به عنوان استاد فلسفه در دانشگاه آنگلیا راسکین به تدریس پرداخت. همچنین در بنیاد الکساندر فون هومبولت، در دپارتمان فلسفه دانشگاه توبینگن نیز فعالیت داشت. اندرو بووی عضو شورای مشورتی مؤسسه فلسفه دانشگاه لندن است. گفتنی است که بعدها سیبالد در کتاب خود با نام Campo Santo به کار اندرو بووی در رابطه با الکساندر کلوگه اشاره نموده است.
برادر بزرگتر او، آنگوس بووی در حوزه مطالعات کلاسیک فعالیت دارد.